# Всеїдний тиждень
Всеїдний тиждень (Загальниця, Суцільний тиждень) — період церковного року, на який церква звільнює вірян від одноденних постів по середах і п'ятницях. Можна вживати все, включаючи м'ясо, яйця, сир, рибу тощо. Оскільки це дні великих релігійних свят, не рекомендується справляти весілля.
Традиційно розрізняють чотири такі тижні:
- Святки (25 грудня — 4 січня);
- тиждень після Митаря і Фарисея (третій тиждень перед Великим постом);
- Великодній тиждень;
- Троїцький тиждень.